# 韓共侯
韓共侯（？—前363年），又作恭侯、懿侯、莊侯，名若，一名若山，戰國時期韓國君主。

## 在位年代
按《史記》，共侯元年是前370年，在位12年。按《竹書紀年》，周烈王二年（前374年）「韓山堅賊其君哀侯」，這年為共侯元年，前374年。

## 生平
韓山堅（一名韓嚴）殺韓哀侯，立哀侯之子若山為君，是為韓共侯，又作恭侯、懿侯、莊侯。共侯將國都遷回陽翟
前369年公孫頎建議韓共侯趁魏國魏罃、魏緩兄弟反目內戰之際，聯合趙成侯伐魏。韓、趙兩軍在黃河以北集結，進攻魏國葵（今河南焦作西北），一舉攻克，士氣大振，再揮兵西進，魏軍在濁澤（今山西運城）迎戰，韓趙聯軍大敗魏軍，又包圍安邑（今山西夏縣西北），是為濁澤之戰。趙成侯主張殺魏罃，改立魏緩，並要魏緩割讓土地給趙國、韓國，這樣趙、韓都得益。韓共侯則說要讓魏罃、魏緩「同時並立」，分成「兩個魏國」，使魏國成為宋國、衛國那樣的弱國，則韓、趙兩國日後再無魏國之患。但趙成侯不願意。韓共侯一怒之下，率領韓國軍隊退兵。趙成侯見趙軍勢孤，也只好班師回國。聯軍不戰自破，魏罃殺魏緩，自立為君，即魏文惠王。
前367年，联合趙成侯介入西周國內鬨，立東周惠公，自此東周國由西周國分出。
前363年韓共侯病逝。

## 資料來源
1. ↑  楊寬《戰國史》有關韓國君主的考証。
2. ↑  《史記索隱》按：年表「懿侯」作「莊侯」。又紀年云「晉桓公邑哀侯於鄭，韓山堅賊其君哀侯而立韓若山」。若山即懿侯也，則韓嚴為韓山堅也。而戰國策又有韓仲子，名遂，又恐是韓嚴也。

| 前任： 父韓哀侯 | 韓国君主 前374年-前363年 | 繼任： 子韓侯 |